# تك دام
تك دام هي قرية في مقاطعة مشكين شهر، إيران. عدد سكان هذه القرية هو 304 في سنة 2006.